# Saint-Riquier-en-Rivière
Pour les articles homonymes, voir Riquier.
Saint-Riquier-en-Rivière est une commune française située dans le département de la Seine-Maritime en région Normandie.

## Géographie

### Communes limitrophes
| Dancourt    |                          | Rieux       |
| Preuseville | Saint-Riquier-en-Rivière | Pierrecourt |
|             | Fallencourt              |             |

### Hydrographie
La commune est située dans le bassin Seine-Normandie. Elle est drainée par l'Yères, le cours d'eau 01 de la commune de Saint-Riquier-en-rivière et un bras de l'Yères,,.
L'Yères, d'une longueur de 40 km, prend sa source dans la commune d'Aubermesnil-aux-Érables et se jette  dans la Manche à Criel-sur-Mer, après avoir traversé 14 communes. 

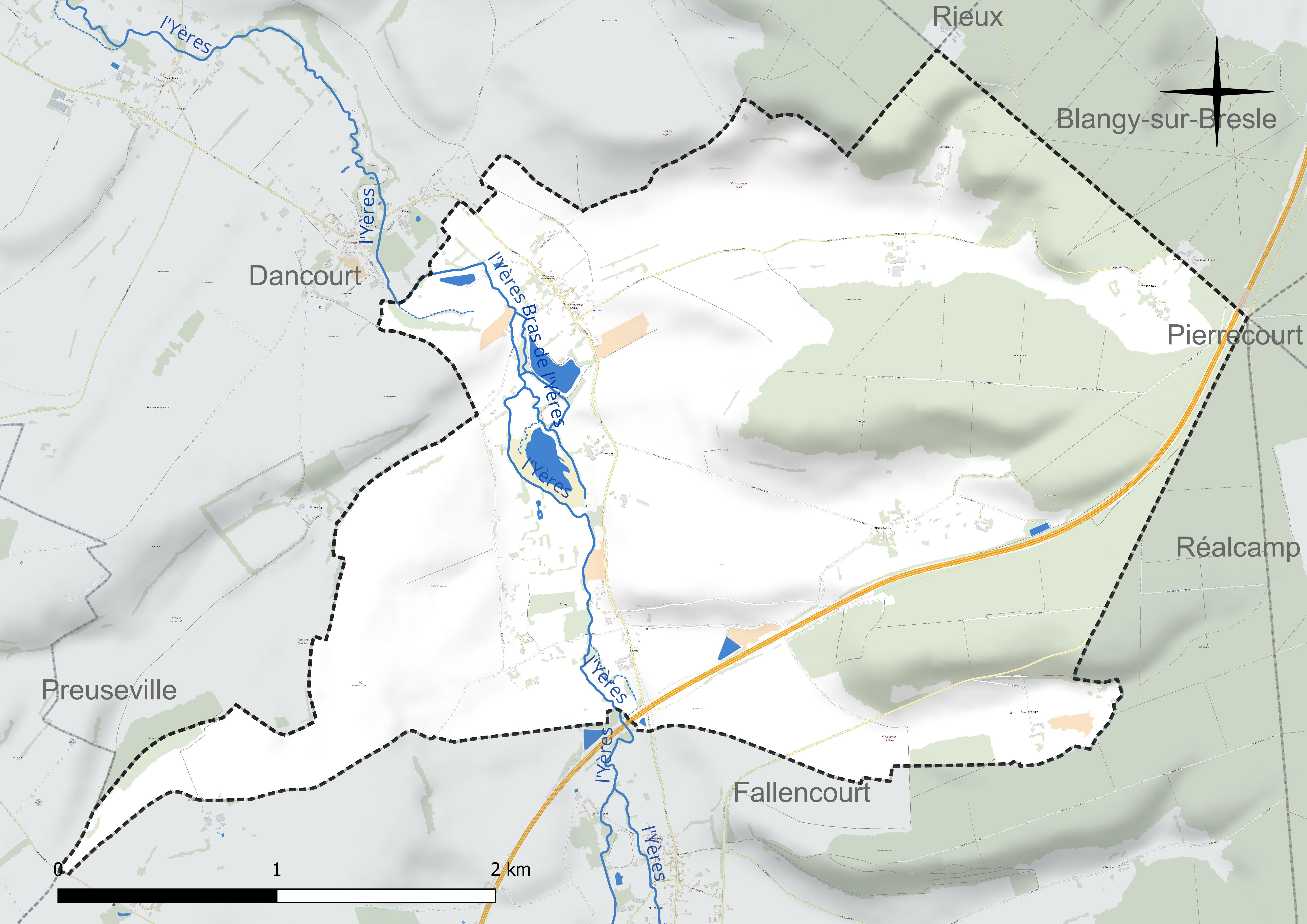
Réseau hydrographique de Saint-Riquier-en-Rivière.

### Climat
Pour des articles plus généraux, voir Climat de la Normandie et Climat de la Seine-Maritime.
En 2010, le climat de la commune est de type climat océanique altéré, selon une étude du CNRS s'appuyant sur une série de données couvrant la période 1971-2000. En 2020, Météo-France publie une typologie des climats de la France métropolitaine dans laquelle la commune est exposée à un climat océanique et est dans la région climatique Côtes de la Manche orientale, caractérisée par un faible ensoleillement (1 550 h/an) ; forte humidité de l’air (plus de 20 h/jour avec humidité relative > 80 % en hiver), vents forts fréquents. Parallèlement le GIEC normand, un groupe régional d’experts sur le climat, différencie quant à lui, dans une étude de 2020, trois grands types de climats pour la région Normandie, nuancés à une échelle plus fine par les facteurs géographiques locaux. La commune est, selon ce zonage, exposée à un « climat contrasté des collines », correspondant au Pays de Bray, bien arrosé et frais.
Pour la période 1971-2000, la température annuelle moyenne est de 10,4 °C, avec une amplitude thermique annuelle de 14,1 °C. Le cumul annuel moyen de précipitations est de 893 mm, avec 13,4 jours de précipitations en janvier et 8,8 jours en juillet. Pour la période 1991-2020, la température moyenne annuelle observée sur la station météorologique la plus proche, située sur la commune d'Oisemont à 17 km à vol d'oiseau, est de 11,1 °C et le cumul annuel moyen de précipitations est de 801,4 mm,. Pour l'avenir, les paramètres climatiques de la commune estimés pour 2050 selon différents scénarios d’émission de gaz à effet de serre sont consultables sur un site dédié publié par Météo-France en novembre 2022.

## Urbanisme

### Typologie
Au 1er janvier 2024, Saint-Riquier-en-Rivière est catégorisée commune rurale à habitat très dispersé, selon la nouvelle grille communale de densité à sept niveaux définie par l'Insee en 2022.
Elle est située hors unité urbaine et hors attraction des villes,.

### Occupation des sols
L'occupation des sols de la commune, telle qu'elle ressort de la base de données européenne d’occupation biophysique des sols Corine Land Cover (CLC), est marquée par l'importance des territoires agricoles (71,5 % en 2018), une proportion sensiblement équivalente à celle de 1990 (71,9 %). La répartition détaillée en 2018 est la suivante : 
prairies (36,7 %), terres arables (34,9 %), forêts (28,4 %), zones urbanisées (0,1 %). L'évolution de l’occupation des sols de la commune et de ses infrastructures peut être observée sur les différentes représentations cartographiques du territoire : la carte de Cassini (XVIIIe siècle), la carte d'état-major (1820-1866) et les cartes ou photos aériennes de l'IGN pour la période actuelle (1950 à aujourd'hui).

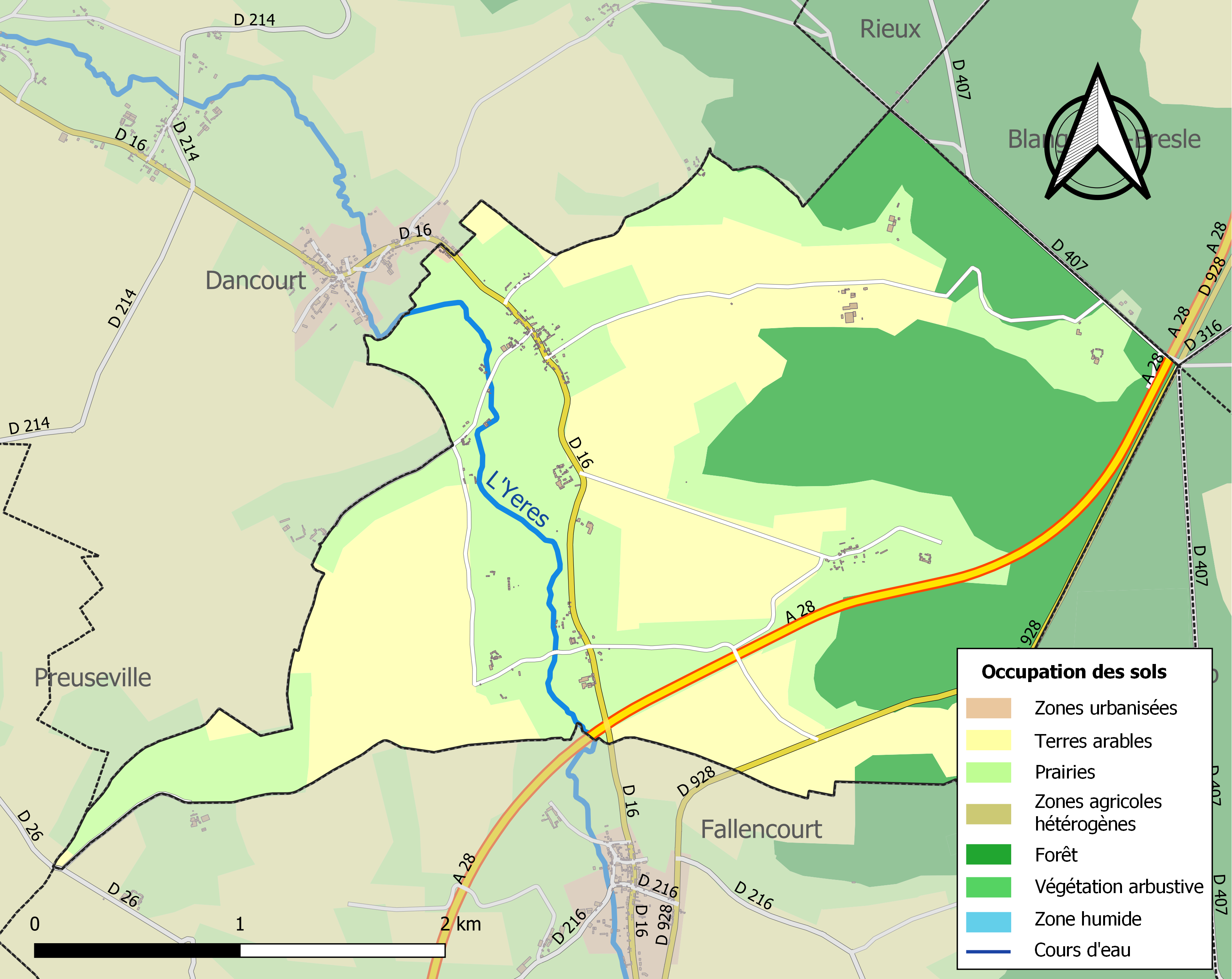
Carte des infrastructures et de l'occupation des sols de la commune en 2018 (CLC).

## Toponymie
Le nom de la localité est attesté sous les formes In parrochia Sancti Richarii en 1238, Ecclesia Sancti Richerii vers 1240, Apud Sanctum Richarium en 1259, Sanctus Ricarius en 1337, Saint Requier en 1413, Saint Richier en 1431, Saint Richier entre 1433 et 1460, Saint Riquier en 1476, In parrochia Sancti Ricarii in Ripparia au XVe siècle, Saint Riquier  entre 1697 et 1708, Saint Riquier en 1648, 1704 et 1738, Saint Riquier en rivière en 1716,.
L'hagiotoponyme fait référence à Riquier de Centule, l'église lui est dédiée.
Le déterminant en-Rivière fait référence à l'Yères.

## Politique et administration
| Période                                  | Période                    | Identité                 | Étiquette | Qualité                                                                                                 |
| ---------------------------------------- | -------------------------- | ------------------------ | --------- | --- |
| Les données manquantes sont à compléter. |                            |                          |           | |
| mars 2001                                | mars 2008                  | Jean-Philippe Carpentier |           | Avocat depuis consul honoraire du Luxembourg en Normandie et Président du corps consulaire de Normandie |
| mars 2008                                | mars 2014                  | Monique Rouland          |           | |
| mars 2014                                | En cours (au 10 août 2020) | Ludovic Julien           |           | Réélu pour le mandat 2020-2026                                                                          |

## Démographie
L'évolution du nombre d'habitants est connue à travers les recensements de la population effectués dans la commune depuis 1793. Pour les communes de moins de 10 000 habitants, une enquête de recensement portant sur toute la population est réalisée tous les cinq ans, les populations de référence des années intermédiaires étant quant à elles estimées par interpolation ou extrapolation. Pour la commune, le premier recensement exhaustif entrant dans le cadre du nouveau dispositif a été réalisé en 2007.

En 2022, la commune comptait 154 habitants, en évolution de +0,65 % par rapport à 2016 (Seine-Maritime : +0,35 %, France hors Mayotte : +2,11 %).
| 1793 | 1800 | 1806 | 1821 | 1831 | 1836 | 1841 | 1846 | 1851 |
| ---- | ---- | ---- | ---- | ---- | ---- | ---- | ---- | ---- |
| 315  | 368  | 389  | 392  | 393  | 414  | 459  | 445  | 470  |

| 1856 | 1861 | 1866 | 1872 | 1876 | 1881 | 1886 | 1891 | 1896 |
| ---- | ---- | ---- | ---- | ---- | ---- | ---- | ---- | ---- |
| 471  | 489  | 471  | 446  | 444  | 440  | 430  | 394  | 353  |

| 1901 | 1906 | 1911 | 1921 | 1926 | 1931 | 1936 | 1946 | 1954 |
| ---- | ---- | ---- | ---- | ---- | ---- | ---- | ---- | ---- |
| 395  | 410  | 321  | 245  | 266  | 231  | 264  | 236  | 201  |

| 1962 | 1968 | 1975 | 1982 | 1990 | 1999 | 2006 | 2007 | 2012 |
| ---- | ---- | ---- | ---- | ---- | ---- | ---- | ---- | ---- |
| 189  | 189  | 179  | 168  | 140  | 135  | 156  | 159  | 160  |

| 2017 | 2022 | - | - | - | - | - | - | - |
| ---- | ---- | - | - | - | - | - | - | - |
| 148  | 154  | - | - | - | - | - | - | - |

## Culture locale et patrimoine

### Lieux et monuments
Église Saint-Riquier.

### Héraldique
| Armes de Saint-Riquier-en-Rivière | Les armes de la commune de Saint-Riquier-en-Rivière se blasonnent ainsi : D’or à la bande ondée d’azur chargée d’une rose entre deux coquilles, le tout d’argent posé à plomb et rangé en bande accompagnée en chef d’un arbre arraché de sinople et en pointe d’un maillet de gueules. |

## Pour approfondir